# Championnat d'Europe masculin de basket-ball des moins de 18 ans 2006
Navigation
Belgrade 2005 Espagne 2007
Le championnat d'Europe de basket-ball masculin des 18 ans et moins 2006 est la 23e édition du championnat d'Europe de basket-ball des 18 ans et moins. Seize équipes nationales participent à la compétition qui se déroule dans les villes de Amaliáda, Olympie et Argostóli en Grèce du 18 au 27 juillet 2006.

## Équipes participantes
- Allemagne
- Bulgarie
- Croatie
- Espagne
- France
- Grèce
- Islande
- Israël
- Italie
- Lettonie
- Lituanie
- Russie
- Serbie-et-Monténégro
- Slovénie
- Turquie
- Ukraine

## Rencontres

### Premier tour
Les seize équipes sont réparties en quatre groupes (A-D) de quatre équipes. Les deux premiers se dirigent vers le deuxième tour. Les équipes éliminées sont regroupées dans deux poules distinctes (groupes G et H) avant de jouer se disputer les places 9 à 16 lors de matches de classement.

#### Groupe A
| Rang | Équipe   | Pts | J | G | P | Pp  | Pc  | Diff |  | Résultats (dom.\ext.) |   |       |       |        |
| ---- | -------- | --- | - | - | - | --- | --- | ---- |  | --------------------- | - | ----- | ----- | ------ |
| 1    | Lituanie | 6   | 3 | 3 | 0 | 256 | 189 | 67   |  | Lituanie              |   | 70-55 | 85-67 | 101-67 |
| 2    | Turquie  | 5   | 3 | 2 | 1 | 213 | 211 | 2    |  | Turquie               | - |       | 71-67 | 87-74  |
| 3    | Lettonie | 4   | 3 | 1 | 2 | 235 | 249 | -14  |  | Lettonie              | - | -     |       | 101-93 |
| 4    | Ukraine  | 3   | 3 | 0 | 3 | 234 | 289 | -55  |  | Ukraine               | - | -     | -     |        |

- Qualifié pour le deuxième tour
- Reversé dans les groupes G et H

#### Groupe B
| Rang | Équipe               | Pts | J | G | P | Pp  | Pc  | Diff |  | Résultats (dom.\ext.) |   |       |       |       |
| ---- | -------------------- | --- | - | - | - | --- | --- | ---- |  | --------------------- | - | ----- | ----- | ----- |
| 1    | Serbie-et-Monténégro | 6   | 3 | 3 | 0 | 251 | 180 | 71   |  | Serbie-et-Monténégro  |   | 83-58 | 78-63 | 90-59 |
| 2    | Grèce                | 5   | 3 | 2 | 1 | 200 | 205 | -5   |  | Grèce                 | - |       | 76-71 | 66-51 |
| 3    | Russie               | 4   | 3 | 1 | 2 | 217 | 207 | 10   |  | Russie                | - | -     |       | 83-53 |
| 4    | Slovénie             | 3   | 3 | 0 | 3 | 163 | 239 | -76  |  | Slovénie              | - | -     | -     |       |

- Qualifié pour le deuxième tour
- Reversé dans les groupes G et H

#### Groupe C
| Rang | Équipe    | Pts | J | G | P | Pp  | Pc  | Diff |  | Résultats (dom.\ext.) |   |       |       |       |
| ---- | --------- | --- | - | - | - | --- | --- | ---- |  | --------------------- | - | ----- | ----- | ----- |
| 1    | Italie    | 5   | 3 | 2 | 1 | 238 | 213 | 25   |  | Italie                |   | 81-92 | 95-63 | 62-58 |
| 2    | Bulgarie  | 5   | 3 | 2 | 1 | 259 | 234 | 25   |  | Bulgarie              | - |       | 81-82 | 86-71 |
| 3    | Israël    | 5   | 3 | 2 | 1 | 224 | 252 | -28  |  | Israël                | - | -     |       | 79-76 |
| 4    | Allemagne | 3   | 3 | 0 | 3 | 205 | 227 | -22  |  | Allemagne             | - | -     | -     |       |

- Qualifié pour le deuxième tour
- Reversé dans les groupes G et H

#### Groupe D
| Rang | Équipe  | Pts | J | G | P | Pp  | Pc  | Diff |  | Résultats (dom.\ext.) |   |       |       |       |
| ---- | ------- | --- | - | - | - | --- | --- | ---- |  | --------------------- | - | ----- | ----- | ----- |
| 1    | Espagne | 6   | 3 | 3 | 0 | 265 | 207 | 58   |  | Espagne               |   | 94-85 | 73-67 | 98-55 |
| 2    | France  | 4   | 3 | 1 | 2 | 236 | 223 | 13   |  | France                | - |       | 90-56 | 61-73 |
| 3    | Croatie | 4   | 3 | 1 | 2 | 212 | 218 | -6   |  | Croatie               | - | -     |       | 89-55 |
| 4    | Islande | 4   | 3 | 1 | 2 | 183 | 248 | -65  |  | Islande               | - | -     | -     |       |

- Qualifié pour le deuxième tour
- Reversé dans les groupes G et H

### Deuxième tour tour
Les huit équipes qualifiées du premier tour sont réparties en deux groupes (E-F) de quatre. Les premiers des groupes A et C retrouvent les deuxièmes des groupes B et D dans le groupe E tandis que les premiers des groupes B et D retrouvent les deuxièmes des groupes A et C dans le groupe F. Les deux meilleurs de chaque groupe se qualifieront pour les demi-finales. Les deux derniers de chaque groupe se disputeront les places 5 à 8 au classement.
Les équipes gardent les résultats contre les équipes de son groupe au premier tour et toujours en course au second tour.

#### Groupe E
| Rang | Équipe   | Pts | J | G | P | Pp  | Pc  | Diff |  | Résultats (dom.\ext.) |   |       |       |       |
| ---- | -------- | --- | - | - | - | --- | --- | ---- |  | --------------------- | - | ----- | ----- | ----- |
| 1    | Lituanie | 6   | 3 | 3 | 0 | 252 | 209 | 43   |  | Lituanie              |   | 80-73 | 84-65 | 88-71 |
| 2    | France   | 5   | 3 | 2 | 1 | 241 | 195 | 46   |  | France                | - |       | 86-43 | 82-72 |
| 3    | Grèce    | 4   | 3 | 1 | 2 | 181 | 240 | -59  |  | Grèce                 | - | -     |       | 73-70 |
| 4    | Italie   | 3   | 3 | 0 | 3 | 213 | 243 | -30  |  | Italie                | - | -     | -     |       |

- Qualifié pour les demi-finales
- Reversé en matches de classement (5e-8e)

#### Groupe F
| Rang | Équipe               | Pts | J | G | P | Pp  | Pc  | Diff |  | Résultats (dom.\ext.) |   |       |       |       |
| ---- | -------------------- | --- | - | - | - | --- | --- | ---- |  | --------------------- | - | ----- | ----- | ----- |
| 1    | Espagne              | 6   | 3 | 3 | 0 | 251 | 185 | 66   |  | Espagne               |   | 81-59 | 81-77 | 89-49 |
| 2    | Turquie              | 5   | 3 | 2 | 1 | 200 | 199 | 1    |  | Turquie               | - |       | 63-58 | 78-60 |
| 3    | Serbie-et-Monténégro | 4   | 3 | 1 | 2 | 228 | 226 | 2    |  | Serbie-et-Monténégro  | - | -     |       | 93-82 |
| 4    | Bulgarie             | 3   | 3 | 0 | 3 | 191 | 260 | -69  |  | Bulgarie              | - | -     | -     |       |

- Qualifié pour les demi-finales
- Reversé en matches de classement (5e-8e)

### Tour de classement

#### Groupe G
| Rang | Équipe   | Pts | J | G | P | Pp  | Pc  | Diff |  | Résultats (dom.\ext.) |   |       |       |       |
| ---- | -------- | --- | - | - | - | --- | --- | ---- |  | --------------------- | - | ----- | ----- | ----- |
| 1    | Israël   | 5   | 3 | 2 | 1 | 232 | 218 | 14   |  | Israël                |   | 88-82 | 86-67 | 58-69 |
| 2    | Lettonie | 5   | 3 | 2 | 1 | 256 | 232 | 24   |  | Lettonie              | - |       | 98-78 | 76-66 |
| 3    | Islande  | 4   | 3 | 1 | 2 | 228 | 249 | -21  |  | Islande               | - | -     |       | 83-65 |
| 4    | Slovénie | 4   | 3 | 1 | 2 | 200 | 217 | -17  |  | Slovénie              | - | -     | -     |       |

- Qualifié pour les matches de classement (9e-12e)
- Reversé en matches de classement (13e-16e)

#### Groupe H
| Rang | Équipe    | Pts | J | G | P | Pp  | Pc  | Diff |  | Résultats (dom.\ext.) |   |       |       |       |
| ---- | --------- | --- | - | - | - | --- | --- | ---- |  | --------------------- | - | ----- | ----- | ----- |
| 1    | Russie    | 6   | 3 | 3 | 0 | 249 | 225 | 24   |  | Russie                |   | 74-71 | 95-78 | 80-76 |
| 2    | Croatie   | 5   | 3 | 2 | 1 | 205 | 194 | 11   |  | Croatie               | - |       | 70-68 | 64-52 |
| 3    | Ukraine   | 4   | 3 | 1 | 2 | 218 | 223 | -5   |  | Ukraine               | - | -     |       | 72-58 |
| 4    | Allemagne | 3   | 3 | 0 | 3 | 186 | 216 | -30  |  | Allemagne             | - | -     | -     |       |

- Qualifié pour les matches de classement (9e-12e)
- Reversé en matches de classement (13e-16e)

### Tableau final
|  | Demi-finales | Demi-finales | Demi-finales | Demi-finales |                               |          | Finale | Finale | Finale | Finale |
|  |              |              |              |              |                               |          |        |        |        |        |
|  |              |              |              |              |                               |          |        |        |        |        |
|  | Lituanie     | Lituanie     | 87           | 87           |                               |          |        |        |        |        |
|  | Lituanie     | Lituanie     | 87           | 87           |                               |          |        |        |        |        |
|  | Turquie      | Turquie      | 80           | 80           |                               |          |        |        |        |        |
|  | Turquie      | Turquie      | 80           | 80           | Lituanie                      | Lituanie | 72     | 72     |        |        |
|  |              |              |              |              | Lituanie                      | Lituanie | 72     | 72     |        |        |
|  |              |              | France       | France       | 77                            | 77       |        |        |        |        |
|  | France       | France       | France       | France       | 77                            | 77       | 80     | 80     |        |        |
|  | France       | France       |              |              |                               |          |        | 80     |        |        |
|  | Espagne      | Espagne      | 67           | 67           |                               |          |        |        |        |        |
|  | Espagne      | Espagne      | 67           | 67           | Match pour la troisième place |          |        |        |        |        |
|  |              |              |              |              |                               |          |        |        |        |        |
|  |              |              |              |              |                               |          |        |        |        |        |
|  | Turquie      | Turquie      | 83           | 83           |                               |          |        |        |        |        |
|  | Turquie      | Turquie      | 83           | 83           |                               |          |        |        |        |        |
|  | Espagne      | Espagne      | 92           | 92           |                               |          |        |        |        |        |
|  | Espagne      | Espagne      | 92           | 92           |                               |          |        |        |        |        |

### Matches de classement

#### 5eà8eplace
|  | 5e à 8e place        | 5e à 8e place        | 5e à 8e place | 5e à 8e place |                      |                      | 5e place | 5e place | 5e place | 5e place |
|  |                      |                      |               |               |                      |                      |          |          |          |          |
|  |                      |                      |               |               |                      |                      |          |          |          |          |
|  | Italie               | Italie               | 85            | 85            |                      |                      |          |          |          |          |
|  | Italie               | Italie               | 85            | 85            |                      |                      |          |          |          |          |
|  | Serbie-et-Monténégro | Serbie-et-Monténégro | 101           | 101           |                      |                      |          |          |          |          |
|  | Serbie-et-Monténégro | Serbie-et-Monténégro | 101           | 101           | Serbie-et-Monténégro | Serbie-et-Monténégro | 75       | 75       |          |          |
|  |                      |                      |               |               | Serbie-et-Monténégro | Serbie-et-Monténégro | 75       | 75       |          |          |
|  |                      |                      | Grèce         | Grèce         | 49                   | 49                   |          |          |          |          |
|  | Grèce                | Grèce                | Grèce         | Grèce         | 49                   | 49                   | 71       | 71       |          |          |
|  | Grèce                | Grèce                |               |               |                      |                      |          | 71       |          |          |
|  | Bulgarie             | Bulgarie             | 69            | 69            |                      |                      |          |          |          |          |
|  | Bulgarie             | Bulgarie             | 69            | 69            | 7e place             |                      |          |          |          |          |
|  |                      |                      |               |               |                      |                      |          |          |          |          |
|  |                      |                      |               |               |                      |                      |          |          |          |          |
|  | Italie               | Italie               | 77            | 77            |                      |                      |          |          |          |          |
|  | Italie               | Italie               | 77            | 77            |                      |                      |          |          |          |          |
|  | Bulgarie             | Bulgarie             | 76            | 76            |                      |                      |          |          |          |          |
|  | Bulgarie             | Bulgarie             | 76            | 76            |                      |                      |          |          |          |          |

#### 9eà16eplace
|  | 9e à 12e place | 9e à 12e place | 9e à 12e place | 9e à 12e place |           |         | 9e place | 9e place | 9e place | 9e place |
|  |                |                |                |                |           |         |          |          |          |          |
|  |                |                |                |                |           |         |          |          |          |          |
|  | Israël         | Israël         | 82             | 82             |           |         |          |          |          |          |
|  | Israël         | Israël         | 82             | 82             |           |         |          |          |          |          |
|  | Croatie        | Croatie        | 93             | 93             |           |         |          |          |          |          |
|  | Croatie        | Croatie        | 93             | 93             | Croatie   | Croatie | 82       | 82       |          |          |
|  |                |                |                |                | Croatie   | Croatie | 82       | 82       |          |          |
|  |                |                | Russie         | Russie         | 85        | 85      |          |          |          |          |
|  | Lettonie       | Lettonie       | Russie         | Russie         | 85        | 85      | 85       | 85       |          |          |
|  | Lettonie       | Lettonie       |                |                |           |         |          | 85       |          |          |
|  | Russie         | Russie         | 87             | 87             |           |         |          |          |          |          |
|  | Russie         | Russie         | 87             | 87             | 11e place |         |          |          |          |          |
|  |                |                |                |                |           |         |          |          |          |          |
|  |                |                |                |                |           |         |          |          |          |          |
|  | Israël         | Israël         | 102            | 102            |           |         |          |          |          |          |
|  | Israël         | Israël         | 102            | 102            |           |         |          |          |          |          |
|  | Lettonie       | Lettonie       | 94             | 94             |           |         |          |          |          |          |
|  | Lettonie       | Lettonie       | 94             | 94             |           |         |          |          |          |          |

#### 13eà16eplace
|  | 13e à 16e place | 13e à 16e place | 13e à 16e place | 13e à 16e place |           |           | 13e place | 13e place | 13e place | 13e place |
|  |                 |                 |                 |                 |           |           |           |           |           |           |
|  |                 |                 |                 |                 |           |           |           |           |           |           |
|  | Islande         | Islande         | 63              | 63              |           |           |           |           |           |           |
|  | Islande         | Islande         | 63              | 63              |           |           |           |           |           |           |
|  | Allemagne       | Allemagne       | 92              | 92              |           |           |           |           |           |           |
|  | Allemagne       | Allemagne       | 92              | 92              | Allemagne | Allemagne | 78        | 78        |           |           |
|  |                 |                 |                 |                 | Allemagne | Allemagne | 78        | 78        |           |           |
|  |                 |                 | Slovénie        | Slovénie        | 63        | 63        |           |           |           |           |
|  | Slovénie        | Slovénie        | Slovénie        | Slovénie        | 63        | 63        | 51        | 51        |           |           |
|  | Slovénie        | Slovénie        |                 |                 |           |           |           | 51        |           |           |
|  | Ukraine         | Ukraine         | 50              | 50              |           |           |           |           |           |           |
|  | Ukraine         | Ukraine         | 50              | 50              | 15e place |           |           |           |           |           |
|  |                 |                 |                 |                 |           |           |           |           |           |           |
|  |                 |                 |                 |                 |           |           |           |           |           |           |
|  | Islande         | Islande         | 102             | 102             |           |           |           |           |           |           |
|  | Islande         | Islande         | 102             | 102             |           |           |           |           |           |           |
|  | Ukraine         | Ukraine         | 86              | 86              |           |           |           |           |           |           |
|  | Ukraine         | Ukraine         | 86              | 86              |           |           |           |           |           |           |

## Classement final
| Place              | Équipes              | V-D |
| ------------------ | -------------------- | --- |
| Médaille d'or      | France               | 5-3 |
| Médaille d'argent  | Lituanie             | 7-1 |
| Médaille de bronze | Espagne              | 7-1 |
| 4                  | Turquie              | 4-4 |
| 5                  | Serbie-et-Monténégro | 6-2 |
| 6                  | Grèce                | 4-4 |
| 7                  | Italie               | 3-5 |
| 8                  | Bulgarie             | 2-6 |
| 9                  | Russie               | 6-2 |
| 10                 | Croatie              | 4-4 |
| 11                 | Israël               | 5-3 |
| 12                 | Lettonie             | 3-5 |
| 13                 | Allemagne            | 2-6 |
| 14                 | Slovénie             | 2-6 |
| 15                 | Islande              | 3-6 |
|                    |                      |     |
| 16                 | Ukraine              | 1-7 |

## Leaders statistiques

### Points
| Place | Nom             | Équipe | PPG  |
| ----- | --------------- | ------ | ---- |
| 1     | Chavdar Kostov  |        | 24,9 |
| 2     | Pietro Aradori  |        | 22,1 |
| 3     | Omri Casspi     |        | 21,4 |
| 4     | Rihards Kuksiks |        | 19,8 |
| 5     | Vladimir Dasic  |        | 19,5 |

### Rebonds
| Place | Nom                | Équipe | RBD  |
| ----- | ------------------ | ------ | ---- |
| 1     | Tim Ohlbrecht      |        | 13,9 |
| 2     | Pranas Skurdauskas |        | 11   |
| 3     | Filip Vukicevic    |        | 10,1 |
| 4     | Adrien Moerman     |        | 8,8  |
|       | Miroslav Raduljica |        | 8,8  |

### Passes
| Place | Nom                   | Équipe | AST |
| ----- | --------------------- | ------ | --- |
| 1     | Zygimantas Janavicius |        | 5,3 |
| 2     | Dmitri Khvostov       |        | 4,5 |
| 3     | Quino Colom           |        | 3,4 |
| 4     | Per Günther           |        | 3,3 |
|       | Dogus Balbay          |        | 3,3 |

## Récompenses
- Vainqueur :  France

- MVP de la compétition (meilleur joueur) :  Nicolas Batum

- 5 de la compétition :
  -  Nicolas Batum
  -  Zygimantas Janavicius
  -  Martynas Gecevicius
  -  Miroslav Raduljica
  -  Víctor Claver